# Take That (Leo Gassmann)
Take That è un singolo del cantante italiano Leo Gassmann, pubblicato il 19 aprile 2024.

## Descrizione
Il brano è stato scritto dal cantante assieme a Marco Rissa dei Thegiornalisti e prodotto dai Room9. In un'intervista a RTL 102.5 Gassman ha dichiarato:
In una seconda intervista a Radio Zeta ha poi aggiunto:

## Video musicale
Il video, diretto da Vincenzo Mauro, è stato pubblicato in concomitanza del lancio del singolo sul canale sul canale YouTube del cantante.

## Tracce
Testi di Marco Rissa e Leo Gassmann, musiche di Matteo Costanzo.
1. Take That – 2:37